# Дар-Надеждинский сельский совет
Дар-Надеждинский сельский совет — входит в состав Сахновщинского района Харьковской области Украины.
Административный центр сельского совета находится в селе Дар-Надежда.

## История
- 1924 — дата образования.

## Населённые пункты совета
- село Дар-Надежда
- село Гришевка
- село Загаркушино
- село Ивано-Слиньковка
- село Максимовка
- село Новобогдановка